# Ptilichthys goodei
Ptilichthys goodei is een straalvinnige vissensoort uit de familie van de quilvissen (Ptilichthyidae). De wetenschappelijke naam van de soort is voor het eerst geldig gepubliceerd in 1881 door Bean.